# 持不同政见者

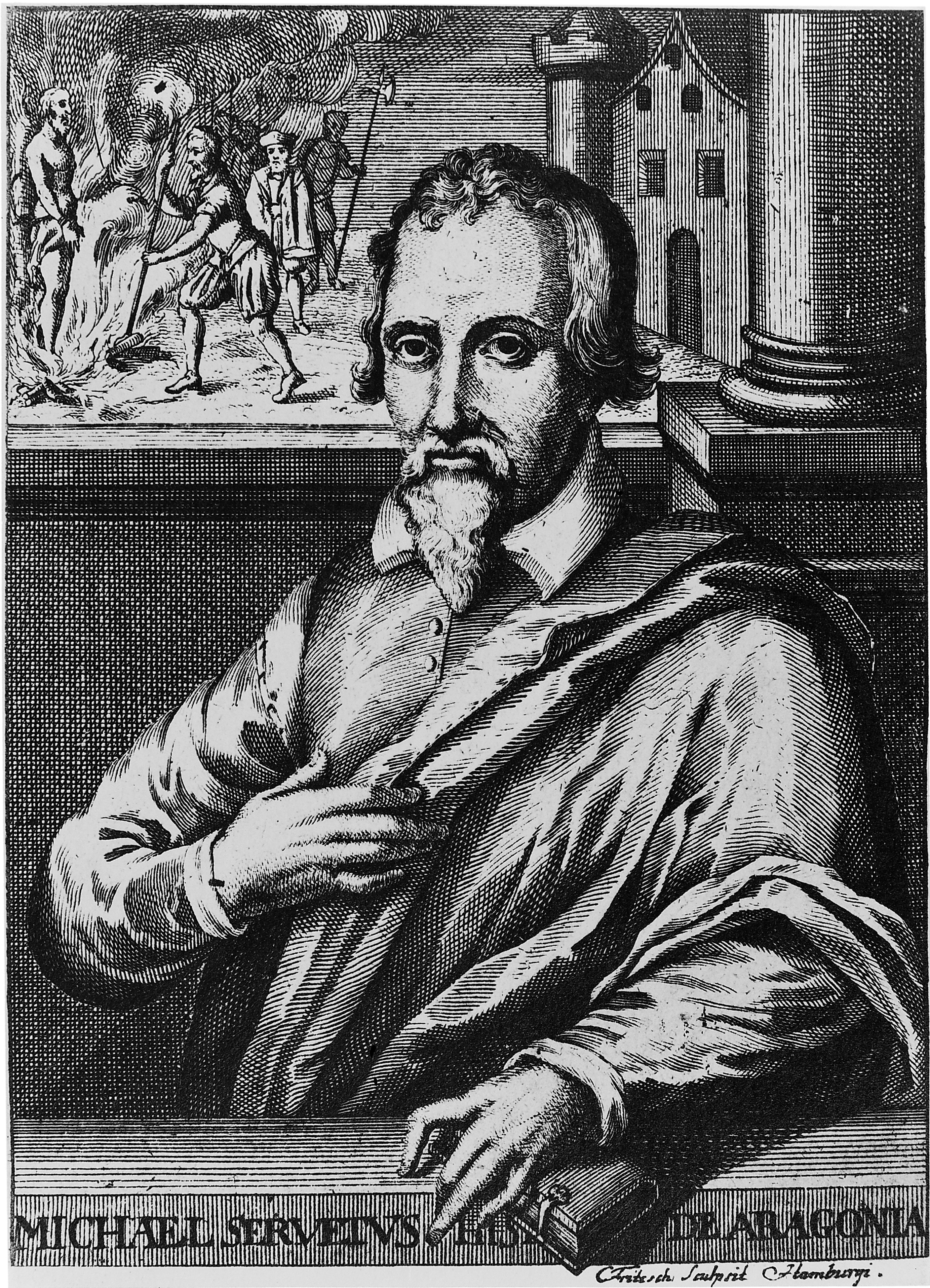
米格爾·塞爾韋特是近代早期知名的医学家和神学家，但因為反对三位一体论，同时被天主教和新教控以异端之名。最後被新教加尔文派的日内瓦理事会以异端的名义火刑烧死，时年仅42岁

持不同政见者（英語：Dissident），也称异议人士、异见分子、反對派，是指一些持有與国家或政府的政策、法律不同的意見，或質疑执政者的合法性的人士。持不同政见者这一术语在專制國家通常指他们的意见為執政的政权所不能容忍的，而在民主國家則通常指他們對政府或政府政策的不滿與反對。對於後者，不被主流認同的政治異議通常通過法律訴訟的方式來解決。例如在德克薩斯州訴約翰遜案中，美國聯邦最高法院確認約翰遜焚燒國旗的異議行爲屬言論自由範疇。
在专制国家，持不同政见者很可能会受到人身威胁与伤害，獨裁者会利用手中的執法机构对于司法界的控制，来制造司法腐败，制造司法冤案来打壓异己，包括被硬性劳改、恐嚇性收監、軟禁等。專制國家的持不同政見者多爲不滿國家/社會現狀的愛國者。在大多数民主国家，持不同政見被视为基本人权，壓制政治异议通常被认为是企图扼杀关于政府谎言，腐败或无能的公共话语的行爲。然而，少數情況下的政治異議（例如珍妮特·蘭金投票反對美國對日本宣戰）則可能會受到主流價值的排斥和社會輿論的壓力。

## 中華人民共和國
外界指控中华人民共和国政府对异议人士采取零容忍态度，并使用模糊不清的口袋罪却：刑事拘留（寻衅滋事罪），进行定罪量刑。针对异议人士进行网络监控、威胁，恐吓性收监、利用大数据分析、或IP地址，实拍的场景利用监控录像进行抓捕取证归案。

## 中華民國
- 黨外
- 非主流派
- 臺灣白色恐怖時期
- 台湾意识论战
- 國道行駛摩托車駕駛
- 柯文哲
- 陳水扁

## 俄羅斯
- 穆罕默德·葉夫洛耶夫
- 阿歷斯·艾拿托利耶域治·拿華利
- 尼古拉·格盧什科夫
- 亞歷山大·利特維年科
- 伊利亞·波諾馬廖夫
- 俄羅斯樂隊暴動小貓成員
- 2022年俄羅斯入侵烏克蘭期間反戰人士，如瑪麗娜·奧芙姍尼科娃等

## 白俄羅斯
- 謝爾蓋·列昂尼多維奇·季哈諾夫斯基
- 羅曼·普羅塔塞維奇

## 烏克蘭
- 彼得·西蒙年科
- 維克托·亞努科維奇

## 美國
- 爱德华·斯诺登
- 反對第三十七任美國總統理查德·尼克松
  - 尼克松政敌名单
  - 尼克松主要政治對手名單（英语：Master list of Nixon's political opponents）
- 反對第四十五任美國總統唐納·川普
  - 民主黨，如贝拉克·奥巴马、希拉里·克林顿等
  - 共和黨部分成員，如科林·鲍威尔等
- 禁酒黨：反對美國酒精政策，推動美國禁酒的政黨。
- 美國國務院「禁言名單」[2]
  - 斯科特·里特[2]
  - 佩佩·埃斯科巴[2]
  - 《隱密行動雜誌（英语：CovertAction Quarterly）》相關人士[2]

## 日本
- 保護國民免受NHK傷害黨：日本政黨，反對《廣播法》授予日本廣播協會向民衆强制收費的權利。

## 北韓
- 金正男
- 張成澤

## 緬甸
- 昂山素姬

## 沙特阿拉伯
- 賈邁勒·卡舒吉
- 尼姆爾·尼姆爾
- 馬納爾·謝里夫